# Fares Ibrahim
Fares Ibrahim Hassouna El-Bakh (in arabo فارس إبراهيم حسونة الباخ‎?; 4 giugno 1998) è un sollevatore qatariota.

## Palmarès
- Giochi olimpici

Tokyo 2020: oro nei 96 kg
- Mondiali

Anaheim 2017: bronzo nei 94 kg
Pattaya 2019: argento nei 96 kg
Tashkent 2021: argento nei 96 kg
Bogotà 2022: oro nei 102 kg
Manama 2024: argento nei 102 kg.
- Giochi asiatici

Giacarta 2018: argento nei 94 kg
- Campionati asiatici

Tashkent 2020: argento nei 102 kg
Manama 2022: oro nei 102 kg